# 白俄羅斯國家電視廣播公司
白俄羅斯國家電視廣播公司是白俄羅斯的國營電視和廣播公司，始建于1925年11月25日，1956年1月1日开播电视节目。白俄羅斯國家電視廣播公司在1993年1月1日加入歐洲廣播聯盟，當時的名稱是白俄羅斯電視和廣播公司。
白俄羅斯國家電視廣播公司擁有六個電視頻道，一個全國性廣播頻率、一个国际性频率和三個區域性FM頻率。
2021年5月欧广联宣布中止白俄羅斯國家電視廣播公司的成员资格。

## 频道列表

### 电视
- 白俄罗斯一台（Беларусь 1）开播于1956年，播出新闻、时事和一般娱乐节目
- 白俄罗斯二台（Беларусь 2），开播于2003年10月18日，播出娱乐和青少年节目。
- 白俄罗斯三台（Беларусь 3），开播于2013年2月8日，播出俄语和白俄罗斯语文化节目
- 白俄罗斯四台（Беларусь 4）， 地方新闻、娱乐和文化类节目。该频道在布雷斯特、维捷布斯克、戈梅利、格罗德诺、明斯克和莫吉廖夫落地。
- 白俄罗斯五台（Беларусь 5），开播于2015年，播出体育节目。
- 白俄罗斯五台-互联网（Беларусь 5 интернет），网络直播体育赛事。
- 白俄罗斯24频道（Беларусь 24）国际卫星频道，也是白俄罗斯国内唯一一条卫星频道。
- NTV白俄罗斯（НТВ Беларусь），俄罗斯独立电视台在白俄罗斯的广播频道，大多数节目来自NTV原版节目。

### 广播
- 第一频率（First Channel） - 全国性广播频率，也是白俄罗斯國家電視廣播公司的广播主频率。
- 白俄罗斯广播电台（Radio Belarus） - 对外国际广播频率，通过互联网、短波、FM使用白俄罗斯语、俄语、汉语、英语、法语、德语等九种语言向全世界播出。
- 文化频率（Channel "Culture"） - 区域性频率，播送音乐和文化类节目。
- 首都频率（Radio "Stolitsa"） - 区域性频率，面向首都明斯克播出。
- Radius-FM - 区域性频率，面向青年的音乐频率。

## 外部連結
- 官方網站（白俄羅斯文）（俄文）（英文）

1. ↑  . EBU. 2021-05-28  [2021-06-02]. （原始内容存档于2021-05-28） （英语）.